# Batalha do Douro (século II a.C.)
A Batalha do Douro, que aconteceu aproximadamente a 137 a.C., foi um confronto militar que teve lugar nas margens do Rio Douro (atuais cidades do Porto e Vila Nova de Gaia) entre as tropas romanas comandadas por Décimo Júnio Bruto e os Galaicos.
Fontes afirmam que 60.000 galaicos participaram dessa batalha, e que foram vencidos pelas tropas de Bruto. Entre os autores grego-romanos que fazem alusão a esta batalha estão: Paulo Orósio, Floro, Ovidio, Estrabão, Apiano, Plutarco, Lívio, Próspero de Aquitânia, entre outros. Orósio fala de que 60.000 galaicos haviam acudido em auxílio dos lusitanos em uma luta muito difícil. Nessa batalha 50.000 galaicos morreram, 6.000 ficaram prisioneiros e poucos conseguiram fugir.